# London Cemetery
London Cemetery is een Britse militaire begraafplaats met gesneuvelden uit de Eerste Wereldoorlog, gelegen in de Franse gemeente Neuville-Vitasse (Pas-de-Calais). De begraafplaats werd ontworpen door Edwin Lutyens en ligt langs de weg naar Arras op 1.200 m ten noordwesten van het dorpscentrum (gemeentehuis) van Neuville-Vitasse. Het terrein heeft een trapeziumvormig grondplan met een oppervlakte van ongeveer 2.010 m² en wordt omsloten door een natuurstenen muur. De begraafplaats ligt lager dan de weg en is  bereikbaar via enkele treden in een halfronde voorhof. De open ingang wordt gemarkeerd door twee pijlers in witte steen. In perk I aan de linkerzijde van de ingang liggen de graven in lange rijen die tijdens de oorlog zijn aangelegd. Het andere deel bestaat uit graven in korte rijen aan beide zijden van het centrale pad. Direct na de toegang staat het Cross of Sacrifice en er staat geen Stone of Remembrance hoewel er meer dan 500 doden liggen. In de achterste muur aan het einde van het pad zijn vijf gedenkplaten aangebracht waarop de namen vermeld staan van gesneuvelden die in vijf begraafplaatsen begraven waren maar wier graven door artillerievuur vernietigd werden. In de zuidoostelijke hoek staat een schuilgebouw onder een plat dak en met een boogvormige ingang geflankeerd door twee raamopeningen. Dit schuilgebouw werd hier in een later stadium gebouwd.
Er liggen 747 doden begraven waaronder 318 niet geïdentificeerde. 
De begraafplaats wordt onderhouden door de Commonwealth War Graves Commission.

## Geschiedenis
Op 7 april 1917 werd het dorp door de 56th (London) Division aangevallen en op 9 april door dezelfde divisie veroverd. Tijdens het Duitse lenteoffensief in maart 1918 kwam het dorp bijna volledig in hun handen maar in augustus daaropvolgend werd het heroverd door de Britten. De begraafplaats werd in april 1917 door de 56th Division aangelegd en na de wapenstilstand sterk uitgebreid toen graven vanuit de slagvelden rond Arras, Vis-en-Artois en Croisilles werden bijgezet.
De slachtoffers die vermeld staan op de gedenkmuur waren begraven in volgende begraafplaatsen: 
- Wancourt Road Cemetery No.2
- Neuville-Vitasse Mill Cemetery
- Beaurains Road Cemetery No.2
- Beaurains German Cemetery
- Erchin German Cemetery

Onder de geïdentificeerde doden zijn er 414 Britten, 13 Canadezen en 2 Australiërs.

## Graven
- op de grafsteen van Colin Stewart Calder, soldaat bij het London Regiment (London Scottish) staat de epigraaf Also in memory of his brother Capt.J.S. Calder, M.C. and bar Fell at Gavrelle 28.3.1918 Greater love hath no man than this. Hij wordt herdacht in het Arras Memorial.

### Onderscheiden militairen
- Valerio Awly Magawly de Calry, luitenant-kolonel bij de 6th Dragoons (Inniskilling) en Maurice Edwin McConaghey, luitenant-kolonel bij de Royal Scots Fusiliers werden onderscheiden met Distinguished Service Order (DSO).
- Paul Raymond Meautys, kapitein bij het North Staffordshire Regiment, Charles William Stephen Littlewood, onderluitenant bij de Royal Engineers en E.R.R. Peck, onderluitenant bij het Suffolk Regiment werden onderscheiden met het Military Cross (MC).
- Henry James Bartholomew, regiment sergeant-majoor bij het Royal Berkshire Regiment, J. Cunningham, compagnie sergeant-majoor bij de Northumberland Fusiliers en C. Woods, soldaat bij het London Regiment (Royal Fusiliers) werden onderscheiden met de Distinguished Conduct Medal (DCM).
- sergeanten W.T.Harper, W.J. Bennett, F.W.G. Lyne en C. Shufflebottom, korporaal J. Neary, kanonnier J.J. Clarke, pionier D. Hughes en soldaat F.A. Brearley ontvingen de Military Medal (MM).

### Gefusilleerde militair
- soldaat Samuel Cunnington van het Royal Warwickshire Regiment werd op 19 mei 1917 wegens desertie gefusilleerd. Hij was 20 jaar oud.[1]